# Bernard Agré
Bernard Agré, slonokoščeni duhovnik, škof in kardinal, * 2. marec 1926, Monga, Slonokoščena obala, † 9. junij 2014, Pariz, Francija.

## Življenjepis
20. julija 1953 je prejel duhovniško posvečenje.
8. junija 1968 je bil imenovan za škofa Mana in 3. oktobra istega leta je prejel škofovsko posvečenje.
6. marca 1992 je postal škof Yamoussoukre in 19. decembra 1994 nadškof Abidjana.
21. februarja 2001 je bil povzdignjen v kardinala in imenovan za kardinal-duhovnika San Giovanni Crisostomo a Monte Sacro Alto; 27. maja 2001 je bil ustoličen.
2. maja 2006 se je upokojil.